# Buttercreme

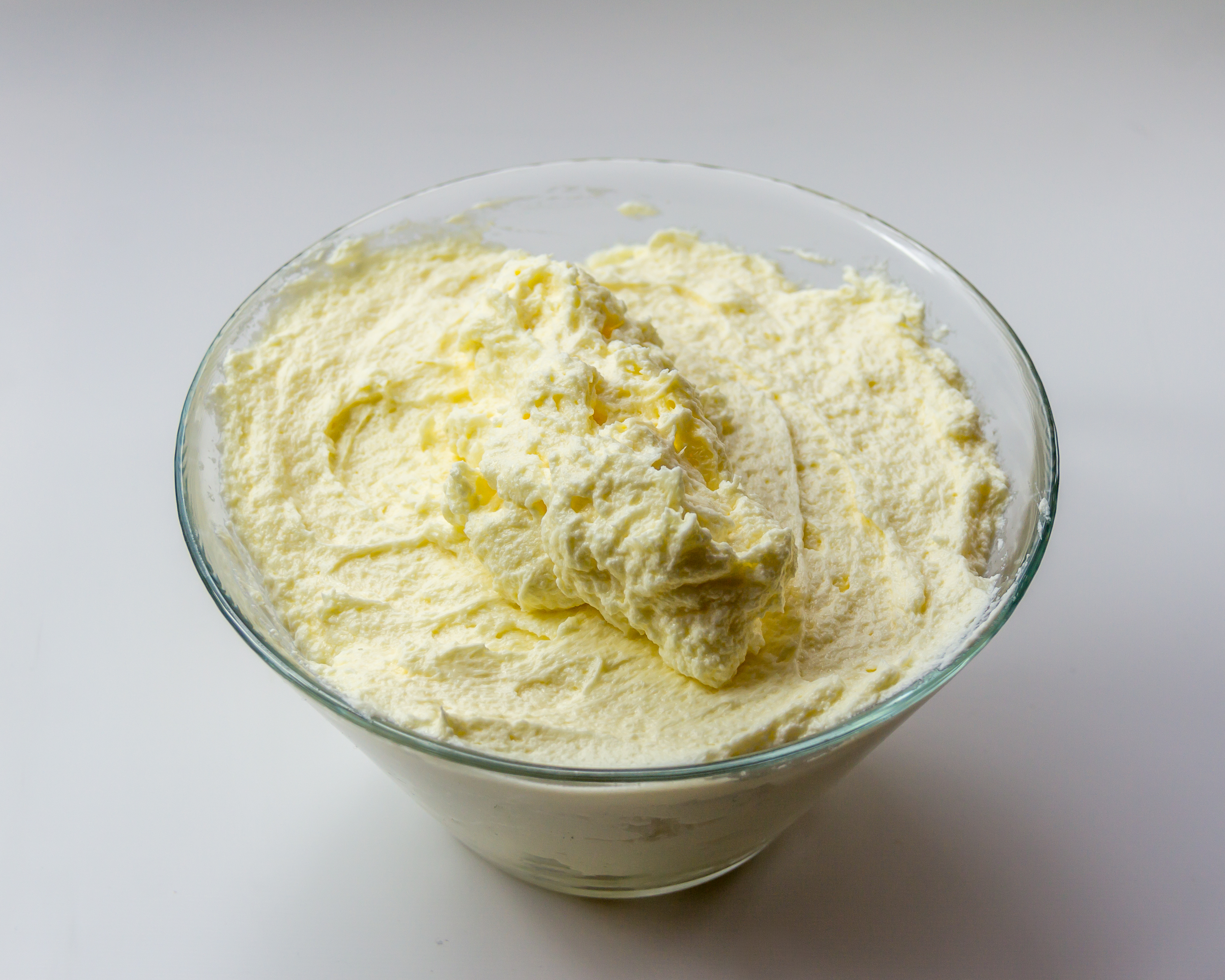
Buttercreme (Deutsche Creme aus Butter und Pudding) in einer Glasschüssel

Buttercreme (französisch crème au beurre) ist eine Creme aus aufgeschlagener Butter, welcher Englische Creme, Konditorcreme, geschlagenes Eiweiß oder Vollei untergezogen wird. Buttercreme dient als Füllung und Überzug für Torten, Dessertschnitten und andere Backwaren.

## Zusammensetzung
Nach dem Deutschen Lebensmittelbuch enthält Buttercreme (in der Schreibweise Butterkrem) für die Zubereitung von Cremetorte mindestens 20 % Butter oder entsprechende Mengen Butterreinfett bzw. Butterfett. Wird anstelle von Butter Margarine verarbeitet, so heißt das Produkt nicht Buttercreme, sondern Fettcreme; diese enthält gemäß dem Lebensmittelbuch mindestens 20,5 % Margarine oder entsprechende Mengen praktisch wasserfreies Fett. Normale Backmargarine ist ungeeignet, es gibt aber besondere Crememargarinen, die sich noch lockerer, das heißt zu einem größeren Volumen, aufschlagen lassen als Butter. Man verwendet Butter vor allem aus geschmacklichen Gründen und gibt sie teilweise auch der Fettcreme zu.
Die leicht nach Butter schmeckende Grundmasse lässt sich leicht durch Zugabe von feingemahlenen Nüssen, geschmolzener Schokolade, Nougat, Kaffeepulver, Krokant, kandierten Früchten, Weinbrand, Likör oder anderen Zutaten geschmacklich verändern.

## Geschichte
Von deutschen Konditoren wird Buttercreme erst seit Ende des 19. Jahrhunderts verwendet, in Frankreich soll sie bereits einige Zeit vorher bekannt gewesen sein. In einem bekannten Lehrbuch für Konditoren von Carl Krackhart aus dem Jahr 1895 ist nur ein Rezept für eine Torte mit Buttercreme enthalten, nämlich Prinzregententorte. In einer späteren Auflage aus dem Jahr 1912 heißt es: „Buttercreme ist erst in neuester Zeit in größerer Verbreitung in den Konditoreien eingeführt (…)“.

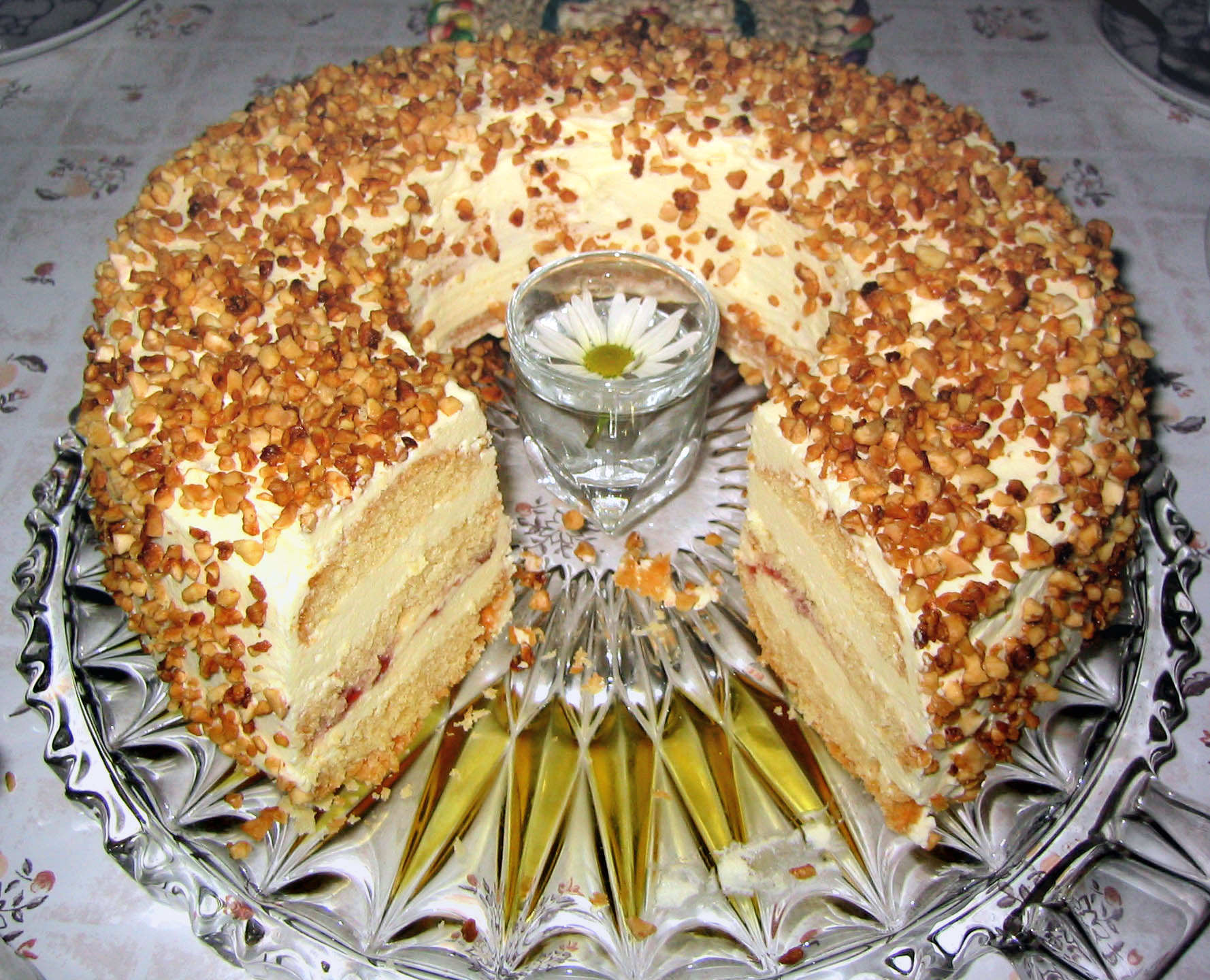
Frankfurter Kranz mit Buttercremefüllung und -garnierung

Heute gibt es jedoch zahlreiche Rezepte mit Buttercreme sowohl in der gehobenen als auch in der einfachen Küche, darunter neben der erwähnten Prinzregententorte etliche Standardtorten. Zu nennen sind beispielsweise:
- Bismarck-Eiche
- Frankfurter Kranz
- Esterházy-Torte
- Fürst-Pückler-Torte
- Schwarzwälder Kirschtorte (alternativ oder zusätzlich wird jedoch auch Sahne genommen)

Auch für andere Kuchentypen wie etwa Donauwelle oder Rouladen aus Biskuit- oder Wiener Masse sowie für Desserts kommt Buttercreme neben anderen Cremefüllungen in Frage.

## Zubereitung
Grundlage aller Buttercremes ist schaumig gerührte Butter. Dies bedeutet, dass Butter bei etwa 20 °C kräftig aufgeschlagen und dadurch Luft eingebracht und das Volumen erhöht wird. Man kann Butter zu einer Dichte von 480 g/l aufschlagen; mit Crememargarine erreicht man sogar 280 g/l – ungeschlagene Butter hat eine Dichte von ca. 1020 g/l. Durch die enthaltene Butter sind alle Buttercremes hitzeempfindlich, denn bei zu warmer Aufbewahrung oder bei Sonneneinstrahlung schmilzt die Butter und die Creme büßt Volumen ein.

### Deutsche Creme
Deutsche Butter- oder Fettcreme besteht aus Fett und einer milchhaltigen Creme, und zwar entweder Konditorcreme, die mit Mehl oder Stärke gebunden ist (in manchen Rezepten auch als Pudding – es ist dasselbe), oder aber englische Creme, die keine Stärke enthält. Zunächst stellt man diese Creme her, in der Regel heiß, und lässt sie gut abkühlen, wobei sich keine Haut bilden darf; dazu rührt man sie regelmäßig um, deckt sie mit Folie ab oder bestreut sie mit Zucker. Dann wird das Fett schaumig gerührt und die Creme nach und nach eingerührt.
Wegen des Milchgehalts in der Grundcreme ist deutsche Buttercreme anfällig dafür, durch Milchsäuregärung sauer zu werden. Ist die Grundcreme durch Stärkeverkleisterung gebunden, kann die Buttercreme nicht eingefroren werden, weil die Stärke dann entquillt und beim Auftauen Wasser austritt.

### Französische Creme
Französische Butter- oder Fettcreme enthält nur Eier, Fett und Zucker und wird in zwei Kesseln bereitet. In einem Kessel wird das Fett schaumig gerührt, im anderen die Eier mit Zucker (und gegebenenfalls Salz und Aromen) warm und kalt aufgeschlagen. Dann wird das aufgeschlagene Ei unter das Fett gearbeitet. Französische Creme ist weniger locker als andere Cremes, lässt sich schnell zubereiten, gut verarbeiten und säuert nicht, da sie keine Milch enthält. Sie neigt jedoch dazu, bei der Verarbeitung an Volumen zu verlieren.

### Italienische Creme
Italienische Butter- oder Fettcreme enthält nur Eiweiß, Fett und Zucker und wird ähnlich der französischen Creme in zwei Kesseln bereitet. In einem Kessel wird das Fett schaumig gerührt, im anderen ein zuckerhaltiger Eischnee (im Wesentlichen eine Baisermasse) geschlagen, unter den gekochter Sirup noch heiß gehoben wird. Nachdem die Masse aus Eiweiß und Zucker abgekühlt ist, wird das Fett eingearbeitet. Italienische Creme ist stabil, säuert nicht und ist so locker, dass sie sich schlecht schneiden lässt und daher für Torten nicht gut geeignet ist. Sie hat nur einen geringen Eigengeschmack und wird daher gerne mit Früchten verarbeitet.

## Gesundheitliche Aspekte
| Cremetyp                  | Brennwert           |
| ------------------------- | ------------------- |
| Deutsche Creme, 22 % Fett | 1.120 kJ (269 kcal) |
| Deutsche Creme, 42 % Fett | 1.780 kJ (425 kcal) |
| Französische Creme        | 2.280 kJ (545 kcal) |
| Italienische Creme        | 2.150 kJ (514 kcal) |

Buttercreme ist energiereich und gilt vielen Menschen daher als besonders ungesund. Tatsächlich variiert der Brennwert danach, wie fetthaltig die Creme ist und wie locker sie aufgeschlagen wird (siehe nebenstehende Tabelle). Bei gleichem Gewicht sind Cremetorten nicht energiereicher als andere fettreiche Gebäcksorten wie Plunder oder Butterkuchen, allerdings sind die Portionen oft größer.
Je nach Rezept sind einige Buttercremes (besonders französische Creme) Roheiprodukte, weil das zugegebene Ei nicht ausreichend durcherhitzt wird, um möglicherweise enthaltene Salmonellen zuverlässig abzutöten. Diese Cremes und daraus hergestellte Back- und Süßwaren müssen daher sofort verzehrt oder nur kurz und gekühlt gelagert werden, auch Einfrieren ist möglich. Für Gaststätten und Gemeinschaftsverpflegung gelten nach deutschem Recht insbesondere auch die Vorschriften nach § 20a Tier-LMHV.